# Slangbeek
De Slangbeek, ook wel Slangebeek genoemd, is een beek in de Belgische provincie Limburg en een zijrivier van de Demer. Een deel van de vallei is Europees beschermd als Natura 2000-gebied 'Valleien van de Laambeek, Zonderikbeek, Slangebeek en Roosterbeek met vijvergebieden en heiden'. Samen met onder meer de Laambeek, Mangelbeek en Zonderikbeek is ze een van de centrale waterlopen in De Wijers.

## Loop
De Slangbeek ontspringt in het natuurgebied Slangebeekbron ten noorden van het gehucht Termolen en stroomt ook door de gebieden Ballewijer en het Welleke. Daarna vormt ze de grens tussen Kiewit, een gehucht in de gemeente Hasselt, en Zonhoven, tot aan spoorlijn 15. Hierna stroomt de beek door natuurreservaat Platwijers. Ten slotte stroomt ze onder het Albertkanaal door en mondt ze bij Kuringen in de Demer uit.